# パニツムマブ
パニツムマブ（Panitumumab）は、ヒト上皮増殖因子受容体 (epidermanl growth factor receptor; EGFR) を標的とする完全ヒト型IgG2モノクローナル抗体（分子標的薬）である。商品名はベクティビックス点滴静注（開発アムジェン・販売武田薬品工業）。

## 作用機序
作用機序はセツキシマブと概ね同じである。ただし、セツキシマブがIgG1抗体であるのに対して、パニツムマブはIgG2抗体であるため抗体依存性細胞傷害（ADCC）活性は期待できないとされる。

## 適応症
2009年12月現在、34ヵ国で承認されているが、2010年4月日本における適応はEGFR陽性で「KRAS遺伝子野生型の治癒切除不能な進行・再発の結腸・直腸癌」である。

## 副作用
添付文書に記載されている重大な副作用は、重度の皮膚障害（痤瘡様皮膚炎・発疹（10%）、爪囲炎（4%）、皮膚乾燥・皮膚剥脱・皮膚亀裂（2%）、瘙痒症（1%未満）、紅斑（1%未満））、中毒性表皮壊死融解症（Toxic Epidermal Necrolysis：TEN）、皮膚粘膜眼症候群（Stevens-Johnson症候群）、間質性肺疾患（間質性肺炎、肺線維症、肺臓炎、肺浸潤）（1.3%）、重度の注入反応（1%未満）、重度の下痢（1%未満）、低マグネシウム血症（17%）である。

## 特徴
治癒切除不能な進行・再発の結腸・直腸癌に対しては、抗体製剤としてすでにベバシズマブ（商品名アバスチン）。やセツキシマブ（商品名アービタックス）が発売されている。セツキシマブとパニツムマブとは同様の作用機序をもつ抗ヒトEGFR抗体であるが、パニツムマブは、ヒト型完全モノクローナル抗体である点が大きな特徴である（セツキシマブはヒト・マウスのキメラ抗体）であり、このためセツキシマブに比べてアレルギー機序による副作用が軽減されている。